# 비밀의 문 (영화)
비밀의 문(Secret Beyond The Door)은 미국에서 제작된 프리츠 랑 감독의 1947년 느와르 영화이다. 조안 베넷 등이 주연으로 출연하였고 프리츠 랑 등이 제작에 참여하였다.

## 출연

### 주연
- 조안 베넷
- 마이클 레드그레이브

### 조연
- 앤 리비어
- 바바라 오닐
- 나탈리 샤퍼
- 애나벨 쇼우
- 로사 레이
- 제임스 세이

## 제작진
- 미술: 맥스 파커